# ایژبولدینو
ایژبولدینو (انگلیسی: Izhboldino) یک شهرک در شهرستان یانائولسکی استان باشقیرستان کشور روسیه است.